# Чистопрудова, Галина Александровна
Галина Александровна Чистопрудова (1909—1999) — советский агроном
, Герой Социалистического Труда, участник Великой Отечественной войны.

## Биография
Родилась в Одессе. 
В 1930-х годах окончила Одесский сельскохозяйственный институт. В 1930 году вышла замуж за Андрея Гавриловича Горовенко, в 1934 году в их семье родился сын Юрий. В марте 1942 года муж Галины Александровны пропал без вести в боях под Вязьмой.
В 1943 году принята в ВКП(б) под фамилией Баумгартен. В конце войны вышла второй раз замуж за фронтовика Арсения Даниловича Чистопрудова, с этого момента она Чистопрудова.
До конца дней своих проработала агрономом в Самойловском районе Саратовской области. За большие производственные достижения присвоено звание Героя Социалистического Труда. 